# 韋少力
韋少力（英語：Wei Siu-lik），香港獨立民主派人士，是2008年－2009年的民間人權陣線召集人，前香港東區區議會鯉景灣選區議員。
2014年雨傘革命後退居幕後，直至2018年香港立法會補選協助區諾軒助選時，決定服務地區。

## 政治生涯
2019年區議會選舉，時任議員楊斯竣沒有參選爭取連任，結果由代表民主派所支持的前民陣召集人韋少力與建制派的張文嵩競逐，最後韋少力以4,144票勝出，成為當區成立以來首位民主派區議員。

### 被取消議員資格
2021年9月15日，韋少力被香港政府根據《基本法》第104條的解釋所訂下的原則及相關的法律規定，宣布其宣誓為無效宣誓而失去議員資格，結束一年餘的區議員任期。

## 議會問政

### 政府突取消監警會會議

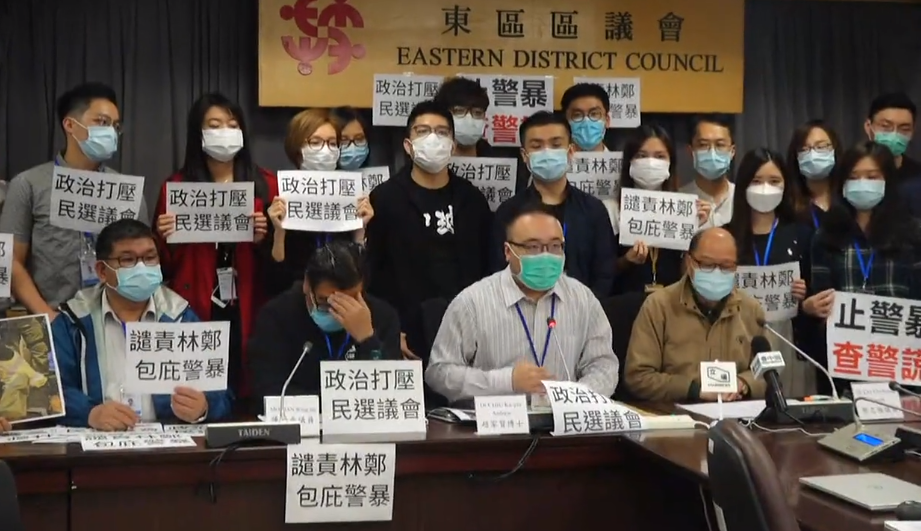
2020年3月10日，東區民主派議員譴責警務處不尊重民選議會 拒派員出席檢警會會議

2020年3月10日，東區區議會原定舉行「檢視警方執法及行動特別委員會」第三次會議，討論多項與反送中運動相關議案，包括要求警方交代8月5日晚上北角衝突中的警力問題、在11月在柴灣發射多次催淚彈的原因、於太古城和西灣河的執法行動等事件。不過民政處在會議當日早上突然向委員會成員發出電郵，稱會議的職權範圍「可能涉及全港性執法事宜」和「收到高層命令」而宣布取消會議。警務處也拒絕派員出席。區議會26名民主派議員批評警權凌駕區議會職能，政府高層打壓區議會。

## 公職

### 區議會公職
- 東區區議會議員[6]。
- 設施管理及文康事務委員會委員
- 社會福利及安老事務委員會委員
- 交通及運輸事務委員會委員
- 食物環境及衞生事務委員會委員
- 規劃工程及房屋事務委員會委員
- 財務及審核委員會委員
- 檢視警方執法及行動特別委員會委員
- 地區工程及設施督導工作小組成員
- 節日慶祝及重大日子紀念活動專責小組成員
- 社區參與及宣傳工作專責小組成員
- 青年發展及社區營造工作小組成員
- 公共交通及道路安全工作小組成員
- 環保綠化及街道管理工作小組成員
- 撥款審核工作小組成員
- 康體藝術文化發展工作小組成員

## 外部連結
- 前民陣召集人轉跑道參選 韋少力：落區難度更高（页面存档备份，存于）
- 東區區議會介紹頁面（页面存档备份，存于）
- 韋少力的Facebook專頁

| 議會席位      | 議會席位                                   | 議會席位    |
| ------------- | ------------------------------------------ | ----------- |
| 前任： 楊斯竣 | 東區區議會鯉景灣選區 2020年－2021年9月15日 | 繼任： 懸空 |